# 1739 na ciência

## Eventos
- 2 de junho - Fundação da Academia Real das Ciências da Suécia

## Nascimentos
| Data       | Nome           | Profissão | Nacionalidade | Observações | Ref |
| ---------- | -------------- | --------- | ------------- | ----------- | --- |
| 17 de maio | Manuel Álvares | pedagogo  | Portugal      | m. 1777     |     |

## Mortes
| Data | Nome | Profissão | Nacionalidade | Observações | Ref |
| ---- | ---- | --------- | ------------- | ----------- | --- |

## Prémios
- Medalha Copley - Stephen Hales[1]